# Pere III de Portugal
Pere III de Portugal (Lisboa, 5 de juliol de 1717 - Ajuda, 25 de maig de 1786) fou infant i rei de Portugal (1777 – 1786).

## Família
Nasqué el 1717 a la cort portuguesa del rei Joan V de Portugal i la seva esposa Maria Anna d'Àustria, del qual en fou el fill favorit. Per línia materna era net de l'emperador Leopold I i fou germà del també rei Josep I de Portugal. Així mateix fou cunyat del rei Ferran VI d'Espanya pel seu casament amb Maria Bàrbara de Bragança, germana gran de Pere III.
Es casà a la catedral de Lisboa el 6 de juny de 1760 amb la seva neboda Maria I de Portugal. D'aquesta unió nasqueren:
- l'infant Josep II de Bragança (1761 – 1788), duc de Bragança i príncep del Brasil, es va casar el 1777 amb la seva tia, la infanta Maria Beneta de Bragança
- l'infant Joan de Bragança (1763)
- l'infant Joan VI de Portugal (1767 – 1826), rei de Portugal
- la infanta Maria Isabel de Bragança (1766 – 1777)
- la infanta Maria Anna de Bragança (1768 – 1788), casada amb l'infant d'Espanya Gabriel de Borbó
- la infanta Maria Clementina de Bragança (1774 – 1776)

## Ascens al tron
La seva esposa ascendí al tron de Portugal el 1777 a la mort de Josep I de Portugal. Immediatament Pere de Portugal es feu coronar també rei. Gràcies a aquest casament la dinastia Bragança, regnant a Portugal des de 1640 amb Joan IV de Portugal, aconseguí perpetuar-se uns anys més, ja que Pere III era fill de Joan V de Portugal i, per tant, descendent directe de la línia principal Bragança.
Tot i la seva coronació no participà activament en els afers governamentals i dedicà el seu temps a la caça o a la religió.
Va morir a Ajuda, prop de Lisboa, el 1786.